# Atrichum speciosum
Atrichum speciosum là một loài Rêu trong họ Polytrichaceae. Loài này được (Horik.) Wijk & Margad. mô tả khoa học đầu tiên năm 1959.